# Edipov kompleks
Edipov kompleks je koncept koji je razvio Sigmund Freud, koji je inspirirao Carla Gustava Junga (on je opisao koncept i naveo naziv "kompleks"), kako bi objasnio razvoj dječaka kroz identifikaciju s ocem i željom prema majci. Često je korišten pojam u psihoanalizi.
Dobio je ime po starogrčkom mitu o Edipu, koji je ubio svog oca Laja i vjenčao se sa svojom majkom Jokastom. 
Edipov konflikt ili kompleks opisuje se kao stanje psihoseksualnog razvoja u tzv. faličkoj fazi u Freudovoj teoriji, u dobi od tri do pet godina života. Razrješenje Edipova kompleksa, kako se vjeruje, nastaje s identifikacijom istospolnog roditelja. Sigmund Freud smatra ovaj kompleks bazom superega i nukleusom svih ljudskih odnosa. Brojni psihijatri opisuju značaj edipalnih odnosa u osobnom razvoju u zapadnoj kulturi u vidu ljubavi prema jednom roditelju i antagonizmu prema drugom, ne nužno kao seksualni rivalitet već kao reakciju na roditeljsku autoritarnu snagu.

## Vanjske poveznice
- LZMK / Hrvatska enciklopedija: Edipov kompleks
- LZMK / Proleksis enciklopedija: Edipov kompleks